# Ben Johnson
För renässansdramatikern, se Ben Jonson, för skådespelaren, se Ben Johnson (skådespelare)
Ben Johnson, född 30 december 1961 i Falmouth på Jamaica, är en kanadensisk före detta friidrottare på 100 meter löpning. Johnson slog nytt världsrekord och vann guld på 100 meter under världsmästerskapen i Rom 1987. I OS 1988 i Seoul vann han återigen på nytt världsrekord. Efter att Johnson testats positivt i ett dopningstest efter OS-finalen påbörjades en utredning som resulterade i att han miste sina två guld och sitt världsrekord.

## Karriär
Johnson föddes i Falmouth på Jamaica 1961. Han emigrerade till Scarborough i Kanada 1976. Där träffade han sin tränare Charlie Francis och gick med i Scarboroughs friidrottsförening.
Johnsons första framgång kom då han vann två silver i samväldesspelen 1982. I 100-metersfinalen slutade han tvåa efter Allan Wells. Han var också med i Kanadas stafettlag på 4×100 meter. I VM i Helsingfors 1983 åkte han ut i semifinalen efter att ha sprungit på 10,44. I OS i Los Angeles 1984 tog Johnson två brons, individuellt på 100 meter (10,22) och med stafettlaget på 4×100 meter. Johnson hade etablerat sig som Kanadas bästa sprinter och några veckor senare slog han det kanadensiska rekordet då han sprang 10,12 i Zürich. År 1985 slog han den regerande OS- och världsmästaren Carl Lewis för första gången efter förluster i de sju tidigare mötena. År 1985 vann han VM-guld inomhus på 60 meter, med tiden 6,62; året efter slog han världsrekord på distansen (6,50), vid tävlingar i japanska Osaka.
Inför VM i Rom 1987 hade han 4 raka vinster mot Carl Lewis. Efter att ha mörkat sin kapacitet i försöksomgångarna utklassade han Lewis i finalen, noterade 9,83 och raderade ut Calvin Smiths gamla världsrekord med en tiondel. Efter VM försökte Lewis förklara förlusten med att han trodde att Johnson använt otillåtna medel. Dopninganklagelserna från Lewis ledde till ökad rivalitet dem emellan. Ben Johnson började 1988 olyckligt med att dra på sig en sträckning i lårmuskeln i februari. En skada som han drog upp i maj. I Zürich i augusti möttes de för första gången sedan VM-finalen. Lewis vann på 9,93, sju hundradelar före Johnson. Efter loppet gick Lewis till pressen och sade att han förlorat mot Johnson för sista gången.
I september 1988 vann Johnson OS-finalen i Seoul på nytt världsrekord (9,79). Lewis slutade tvåa på 9,92. Johnson diskvalificerades dock några dagar senare då det uppdagats att han lämnat ett positivt dopningstest, för den anabola steroiden Stanozolol. Han stängdes av från friidrott och förlorade sina guld från Rom och Seoul och sitt världsrekord.
En bild på Johnson visas på omslaget till singeln I Didn't Mean It av Status Quo. På omslaget visas tio kända profiler, som hamnat i trubbel med rättvisan.

### Comeback
År 1991 efter avstängningen försökte sig Johnson på en comeback. Det fick stor uppmärksamhet och i sitt första lopp sprang han 50 meter inomhus på 5,77 inför 17000 åskådare i Kanada. Han misslyckades med att kvalificera sig för VM 1991 men lyckades komma med till OS i Barcelona 1992 efter att ha slutat tvåa i de kanadensiska uttagningarna. I OS åkte han ut efter att ha slutat sist i sin semifinal. I februari 1993 sprang Johnson 50 meter på 5,65 endast 4 hundradelar över världsrekordet. Veckorna efter loppet blev det känt att han testats positivt i ett dopningstest efter inomhustävling i Montréal. Denna gång för testosteron. Johnson blev avstängd på livstid av IAAF.
I april 1999 beslutade Kanada att det fanns felaktigheter i Johnsons livstidsdom och han tilläts åter tävla i Kanada. Det var dock svårt att finna motståndare eftersom de skulle riskera avstängning från IAAF. I juni 1999 i Ontario sprang han ett lopp utan medtävlare på 11,00. I slutet av 1999 testades Johnson för tredje gången positivt i ett dopningstest. Denna gång för hydroklortiazid.
Johnson innehade under karriären två världsrekord på 100 meter: 9,83 sekunder satt i Rom i VM i friidrott 1987 samt de 9,79 sekunder han sprang i olympiska sommarspelen 1988. Båda rekorden ströks senare efter att utredningar kring Johnsons och andra kanadensiska löpares användande av dopningspreparat visat att det pågått under en längre tid.